# Kljutschewskaja Sopka
Die Kljutschewskaja Sopka (russisch Ключевская сопка), auch Kljutschewskoi-Vulkan (russisch Ключевской Вулкан), auf der Halbinsel Kamtschatka in Russland ist der höchste aktive Vulkan Eurasiens und der höchste Berg Sibiriens im weiteren Sinne. Er ist etwa 8000 Jahre alt und zählt zum Pazifischen Feuerring. Er ist der höchste Vulkan der dicht beieinander stehenden zwölf Stratovulkane, welche die Kljutschewskaja-Gruppe bilden (nach den Namen der beiden Hauptvulkane auch als Kljutschewskoi-Besymjanny-Vulkankomplex bezeichnet). Zu ihr gehören z. B. auch der Kamen und der Ploski Tolbatschik.

## Geologie
Kljutschewskaja Sopka erreicht ihre außerordentliche Höhe, weil sie aus dem Hang eines großen älteren Vulkans emporgewachsen ist. Auf dieser Basis türmte sie einen gut 3000 Meter hohen, fast perfekten Kegel auf. Die Kljutschewskaja Sopka gehört somit der Gruppe der sogenannten Somma-Vulkane an. Mit seiner Gesamthöhe überragt der Vulkan deutlich seine „Konkurrenten“ Korjakski (3456 m) und Kronozki (3528 m), die in tieferen Lagen entstanden. Seine Spitze wird vom Erman- und Schmidt-Gletscher umfasst. Ihre Form ist kegelartig (konisch). Das Gelände besteht aus vulkanischem Geröll, unterbrochen von Schneefeldern und Eisflächen.
Der Gipfelkrater des Vulkans besitzt einen Durchmesser von 600 Meter. An Spalten im Berg haben sich rund 70 Parasitärkegel gebildet, die eine Höhe von bis zu 200 Metern erreichen können. Als Förderprodukte herrschen beim Kljutschewskaja Sopka Basalt und Andesite vor. Diese treten hauptsächlich an den Parasitärkegeln aus, am Hauptkrater ereignet sich dagegen ausschließlich explosive Tätigkeit mit Auswurf von Aschen und Lapilli.

## Vulkanische Aktivität
1697 registrierte Wladimir Atlassow den ersten überlieferten Ausbruch während einer Wanderung durch die Kamtschatka.
Durchschnittlich bricht der Vulkan alle fünf Jahre aus, in einigen Perioden auch jährlich, manchmal kontinuierlich im Laufe von zwei Jahren. Der größte Ausbruch 1944/45 erfolgte durch den Hauptkrater (Terminalausbruch).
In einem Kartenblatt von 1986 wurde seine Höhe mit 4688 m angegeben. Durch einen Ausbruch im Jahr 1987 wuchs der Gipfel des Vulkanes um 110 Meter in der Höhe an.
Weitere Eruptionen wurden 1994 und im Herbst des Jahres 2003 beobachtet, 1994 erreichte dabei die Aschewolke des Vulkans eine Höhe von 20 Kilometern.
Seit August 2009 zeigte der Vulkan ebenfalls wieder eine verstärkte Aktivität. Kleinere Nebenkrater mit 60 bis 200 Meter Ausdehnung in Entfernungen von acht bis 25 Kilometer vom Hauptkrater sind ebenfalls aktiv und tragen zur Vulkanaktivität bei.
Seit Mitte April 2020 ließen sich erneut vulkanische Aktivitäten erkennen. Die Alarmstufe der erneuten Ausbrüche wurde mit „orange“ angegeben.
Im Juni 2023 begann ein Ausbruch, der zunächst als nicht bedrohlich eingestuft wurde. Später kam es jedoch am 1. November 2023 zu einem starken Ausbruch, bei dem Asche bis in eine Höhe von 13 km geschleudert wurde. In der Folge kam es zu Einschränkungen im Flugverkehr, die sich unter anderem auf Flüge von China nach Europa, aber auch bis nach Vancouver auswirkten.
Nach dem Erdbeben von Kamtschatka am 30. Juli 2025 kam es zu einem weiteren Ausbruch.

## Tourismus
Die Erstbesteigung erfolgte 1788 durch den Bergführer Daniil Gaus als Teil der Billings-Sarytschew-Expedition (1785–1793).
Der Vulkan liegt im Naturpark Kljutschewskoi, der auch unter dem Namen Vulkane von Kamtschatka bekannt ist. 30 Kilometer entfernt liegt der Ort Kljutschi, von dem auch der Name des Vulkans stammt. Die Entfernung zur nächsten größeren Stadt Petropawlowsk-Kamtschatski beträgt etwa 600 Kilometer. Von dort gab es (Stand 2013) eine Linienbusverbindung nach Kosyrewsk. Eine gängige Besteigungsroute führt von dort aus zum „Vulkanologensattel“ zwischen dem Kljutschewskaja Sopka und dem Kamen. Der Sattel, auf dem (Stand 2011) eine primitive Holzhütte steht, liegt auf rund 3300 Meter. Von dort aus kann man gut zur Gipfelbesteigung ansetzen. Am Fuß des Vulkans befinden sich auf etwa 1000 Meter Höhe drei vulkanologische Stationen, die auch Berghütten sind. Eins davon ist das Vulkanische Observatorium des Institutes für Vulkanologie in Petropawlowsk. Tiefe Wildbachtäler durchfurchen die Landschaft auf 1000 Meter. Wanderwege sind teilweise durch Steinhaufen gekennzeichnet.
Anfang September 2022 geriet eine Gruppe in 4000 m Höhe in Probleme, neun Bergsteiger kamen dabei ums Leben.

## Bilder

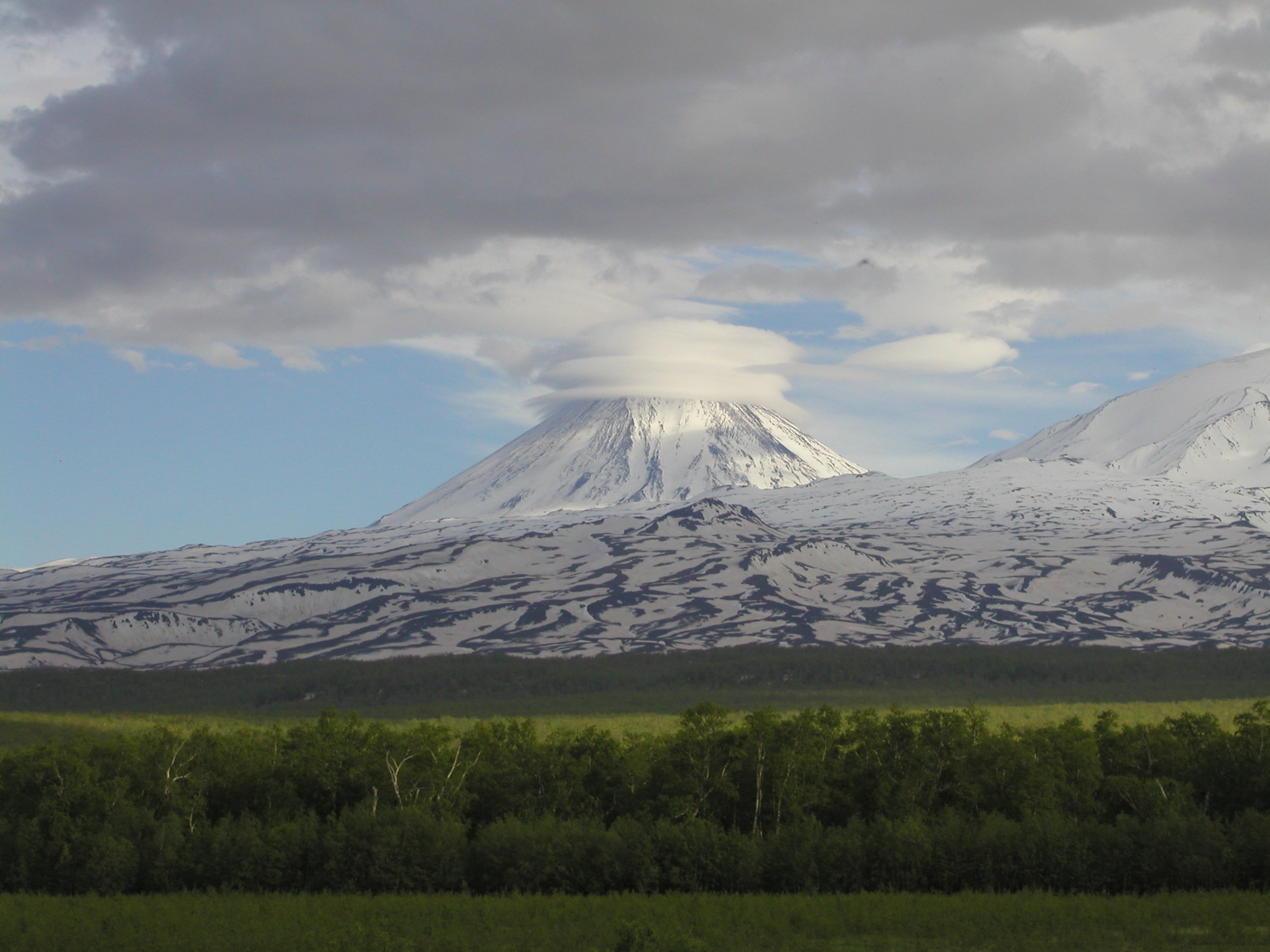
Kljutschewskaja Sopka
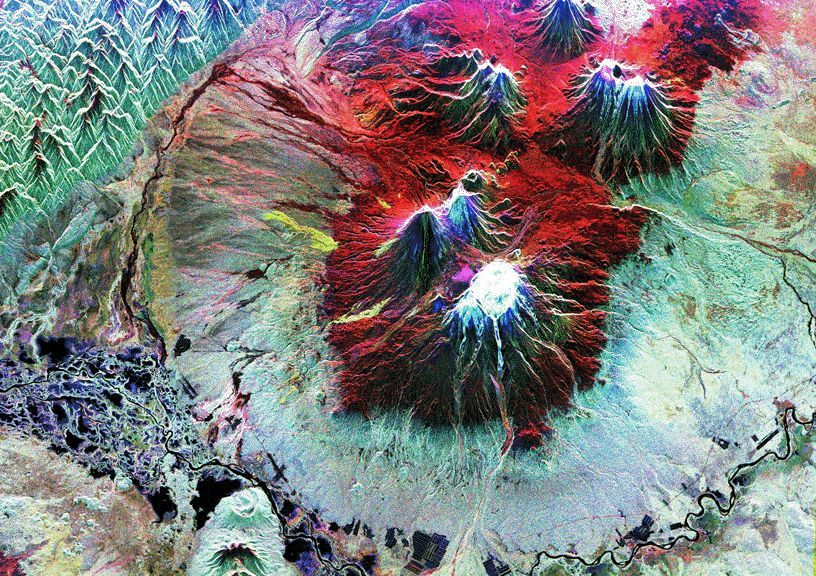
Radarbild der Kljutschewskaja-Gruppe (Blick von Norden). Kljutschewskaja Sopka (dunkler Kegel) in der Mitte, Tobaltschik oben rechts
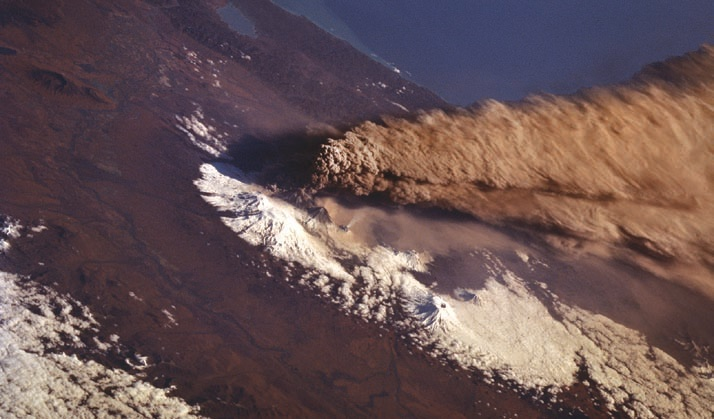
Oktober 1994: Ausbruch des Vulkans
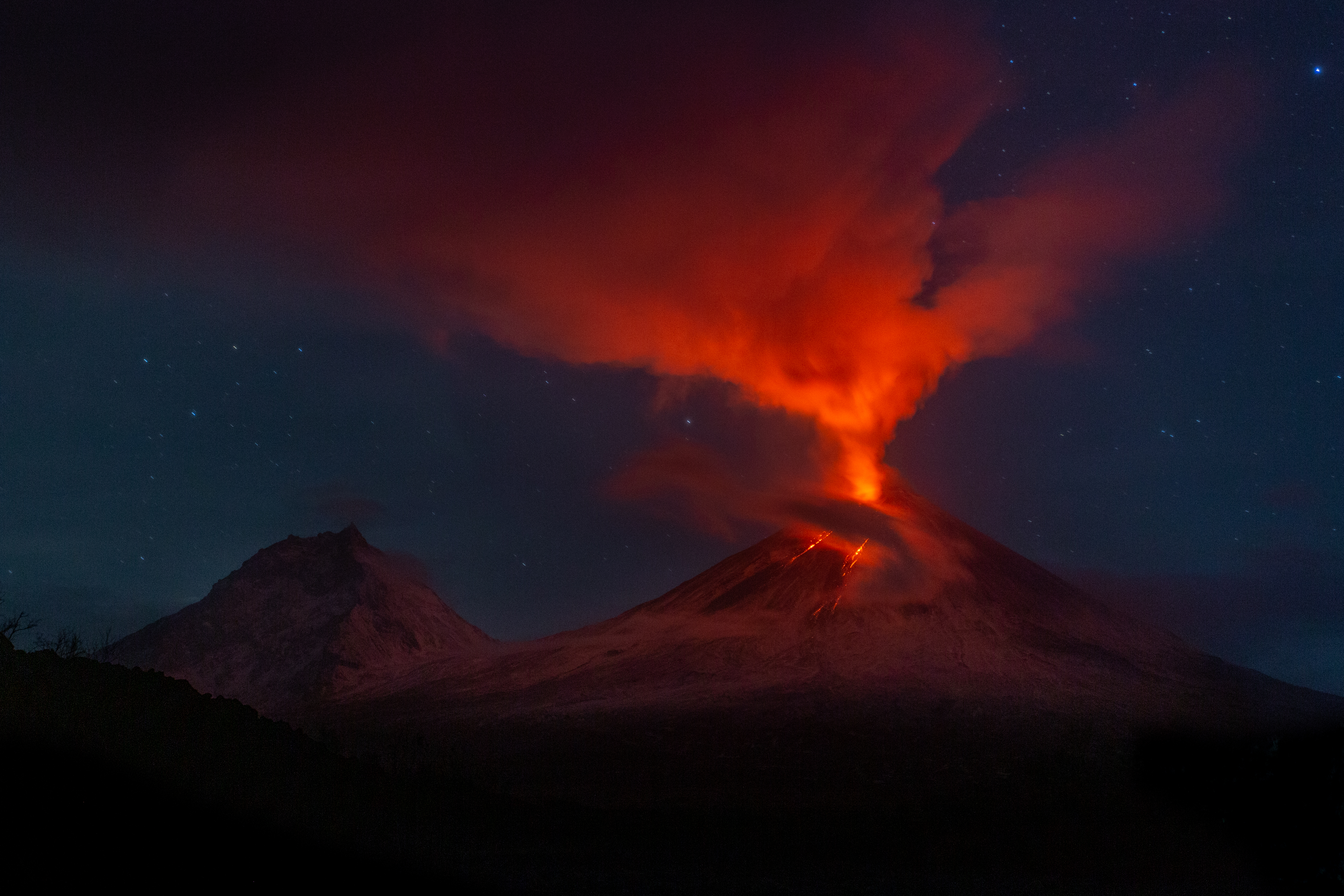
Eruption im Oktober 2016